# Буревісник малий
Буревісник малий, або звичайний (Puffinus puffinus) — морський птах роду буревісник (Puffinus). Англійська назва виду, «менський» (англ. Manx Shearwater), походить унаслідок існування дуже великої колонії цього виду на скелі Мен біля на південь від острова Мен. Проте, ця колонія значно зменшилася у розмірі через випадкову індтродукцію щурів через корабельну аварію наприкінці 18 століття. Нещодавно щурі були знищені на острівці, що, ймовірно, призведе до збільшення колонії. 

## Зовнішній вигляд і поведінка
Буревісник малий має середню масу тіла 380-470 г, довжину 30-35 см, крила розмахом 76-82 см. Згори забарвлення чорно-буре, знизу біле, дзьоб чорний, ноги рожеві. Спосіб життя кочовий. Політ прямолінійний, з тривалим ширянням; може пірнати у воду в польоті, добре плаває під водою; злітає з води після розгону. Відрізняється від мартинів довшим дзьобом і темним кольором усього верху

## Поширення та біологія
Загалом вид поширений в Північній Атлантиці, з головними колоніями на островах та берегових кручах навколо Великої Британії і Ірландії. Також у невеликій кількості ці птахи гніздяться уздовж Атлантичного узбережжя північно-східної Північної Америки. В Україні кочовий птах акваторії Чорного і Азовського морів.

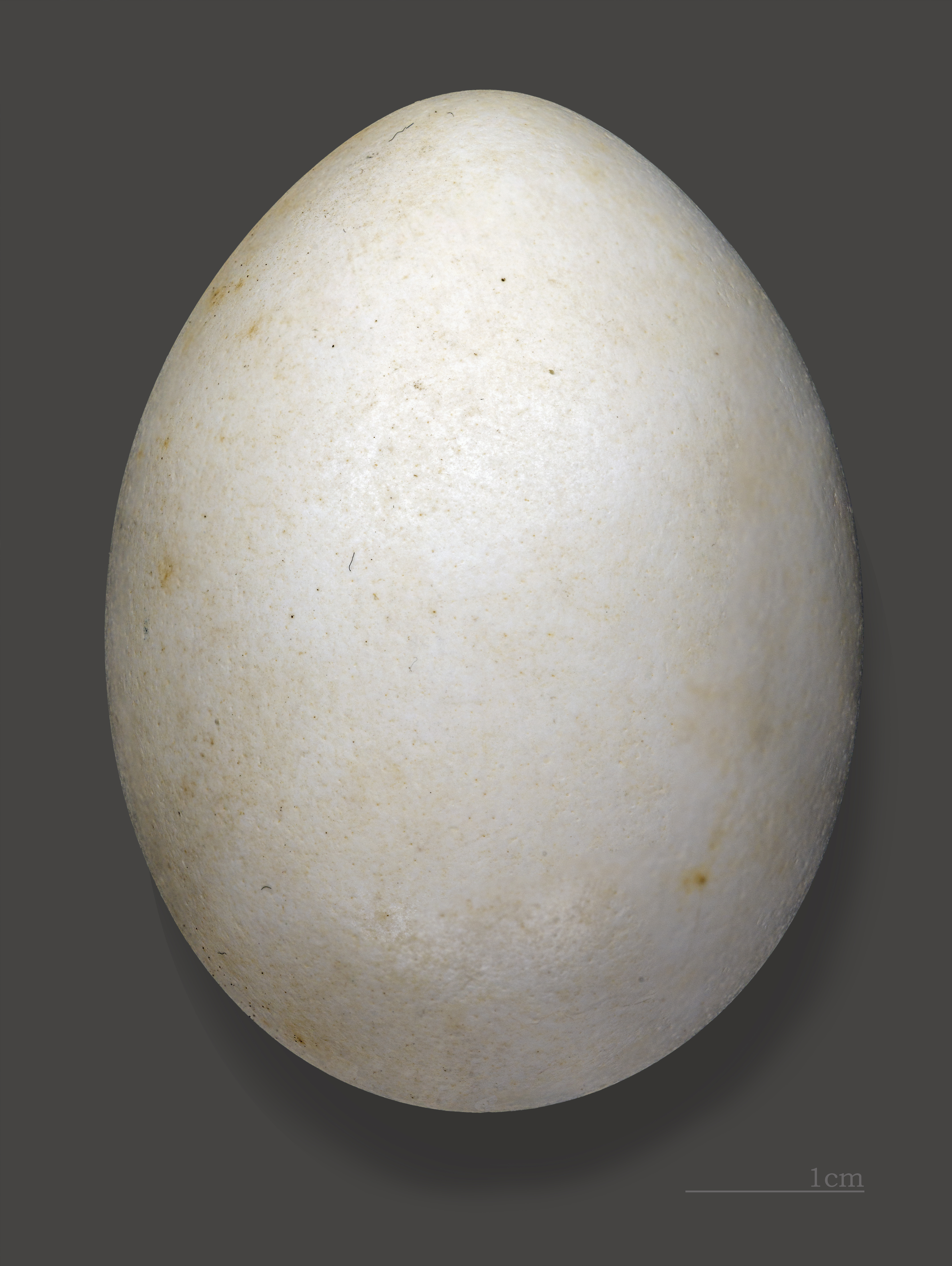
Яйце.

Вони гніздяться в норах, відкладаючи одне біле яйце, яке відвідують виключно вночі, щоб уникнути хижацтва великими мартинами. Вид моногамний, пари тримаються протягом всього життя.